# Phil Anselmo

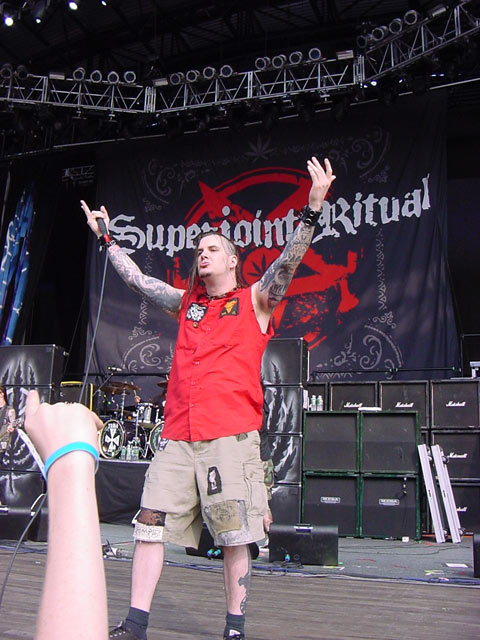
Anselmo la Ozzfest în 2004

Philip Hansen Anselmo (n. 30 iunie 1968, New Orleans, Louisiana, Statele Unite) cunoscut ca Phil Anselmo, este un cântăreț american, cunoscut mai ales ca vocalist principal al formației de heavy metal, Pantera. În prezent el este liderul formației de metal din Louisiana, Down. Este, de asemenea, proprietarul casei de discuri, Housecore Records.

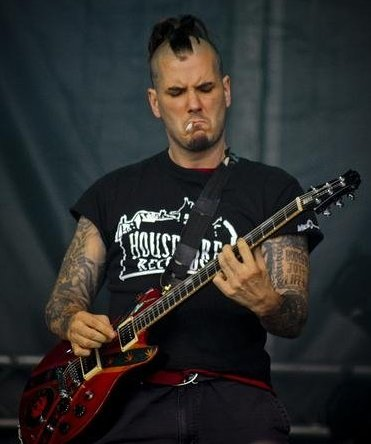
Anselmo la Hellfest 2009